# Liste der Kursbuchstrecken in der Slowakei

Karte mit Eisenbahnstrecken in der Slowakei.

Eine Liste von Eisenbahnstrecken in der Slowakei nach den Kursbuchnummern der staatlichen slowakischen Eisenbahngesellschaft Železničná spoločnosť Slovensko (ZSSK, deutsch Eisenbahngesellschaft Slowakei AG; ohne Datum; vorangestellte Nummern). 

## Normalspurbahnen mit Personenverkehr
- 100  	Bratislava–Devínska Nová Ves–Marchegg (ÖBB)–Wien Hauptbahnhof
- 101 	Bratislava–Petržalka–Kittsee (ÖBB)–Wien Hauptbahnhof
- 110 	Bratislava–Kúty–Břeclav (ČD)
- 113 	Zohor–Záhorská Ves
- 114 	Kúty–Skalica na Slovensku–Sudoměřice nad Moravou (ČD)
- 116 	Kúty–Trnava
- 120 	Bratislava–Žilina
- 121 	Nové Mesto nad Váhom–Vrbovce
- 123 	Trenčianska Teplá–Horné Srnie–Vlárský průsmyk (ČD)
- 125 	Púchov–Strelenka–Horní Lideč (ČD)
- 126 	Žilina–Rajec
- 127 	Žilina–Čadca–Svrčinovec zastávka–Mosty u Jablunkova (ČD)
- 128 	Čadca–Makov
- 129 	Čadca–Skalité-Serafínov–Zwardoń (PKP)
- 130 	Bratislava–Štúrovo–Szob; Palárikovo–Šurany
- 131 	Bratislava–Komárno
- 133 	Leopoldov–Galanta; Trnava–Sereď
- 135 	Nové Zámky–Komárno–Komárom (MÁV)
- 140 	Nové Zámky–Prievidza
- 141 	Leopoldov–Kozárovce (Lužianky–Kozárovce ohne Personenverkehr)
- 143 	Trenčín–Chynorany
- 145 	Horná Štubňa–Prievidza
- 150 	Nové Zámky–Zvolen
- 151 	Nové Zámky–Zlaté Moravce
- 152 	Štúrovo–Levice
- 153 	Zvolen–Čata (Zvolen–Šahy ohne Personenverkehr)
- 154 	Hronská Dúbrava–Banská Štiavnica
- 160 	Zvolen–Košice
- 162 	Lučenec–Utekáč
- 169 	Košice–Hidasnémeti (MÁV)
- 170 	Zvolen–Vrútky
- 171 	Zvolen–Diviaky
- 172 	Banská Bystrica–Červená Skala
- 173 	Červená Skala–Margecany
- 174 	Brezno–Jesenské
- 180 	Žilina–Košice
- 181 	Kraľovany–Trstená
- 185 	Poprad-Tatry–Plaveč; Studený Potok–Tatranská Lomnica
- 188 	Košice–Plaveč–Čirč–Muszyna (PKP)
- 190 	Košice–Čierna nad Tisou; Kalša–Trebišov; Sátoraljaújhely–Slovenské Nové Mesto
- 191 	Michaľany–Medzilaborce mesto–Lupków (PKP)
- 193 	Prešov–Humenné
- 194 	Prešov–Bardejov
- 196 	Humenné–Stakčín

## Ehemals von der ZSSK betriebene Bergbahnen und Seilbahnen
- 200 	Skalnaté Pleso–Lomnický štít
- 201 	Skalnaté Pleso–Lomnické sedlo
- 202 	Tatranská Lomnica lanovka–Skalnaté Pleso
- 203 	Starý Smokovec lanovka–Hrebienok

## Schmalspurbahnen
- 122 	  Trenčianska Teplá–Trenčianske Teplice (760 mm)
- 182 	  Štrba–Štrbské Pleso (Zahnradbahn, 1000 mm)
- 183 	  Poprad-Tatry–Starý Smokovec–Štrbské Pleso (Elektrische Tatrabahn, 1000 mm)
- 184 	  Starý Smokovec–Tatranská Lomnica (Elektrische Tatrabahn, 1000 mm)
- 900 	  Chvatimech–Čierny Balog–Vydrovo (760 mm)
- 910, 920 Vychylovka–Nová Bystrica (760 mm)
- 930 	  Čermeľ–Pionier in Košice (1000 mm)
- 940      Považská lesná železnica (PLŽ) in Pribylina
- 950      Nitrianska poľná železnica (NPŽ) in Nitra

## Breitspurbahnen ohne Personenverkehr
- 328 Uschhorod–Haniska pri Košiciach (1520 mm)

## Normalspurbahnen ohne Personenverkehr
- 112 	Zohor–Plavecký Mikuláš
- 115 	Holič nad Moravou–Hodonín (ČD)
- 117 	Jablonica–Brezová pod Bradlom
- 124 	Trenčianska Teplá–Lednické Rovne
- 132 	Bratislava–Rusovce–Rajka (MÁV)
- 134 	Šaľa–Neded
- 136 	Komárno–Kolárovo
- 142 	Zbehy–Radošina
- 144 	Prievidza–Nitrianske Pravno
- 161 	Lučenec–Veľký Krtíš
- 163 	Katarínska Huta–Breznička
- 164 	Fiľakovo–Somoskőújfalu (MÁV)
- 165 	Plešivec–Muráň
- 166 	Plešivec–Slavošovce
- 167 	Dobšiná–Rožňava
- 168 	Moldava nad Bodvou–Medzev
- 186 	Spišská Nová Ves–Levoča
- 187 	Spišské Vlachy–Spišské Podhradie
- 192 	Trebišov–Vranov nad Topľou
- 195 	Bánovce nad Ondavou–Veľké Kapušany

## Ehemalige Bahnstrecken
- 175 Rimavská Sobota–Poltár
- 482 Schmalspurbahn Ružomberok–Korytnica
- 528 Prešov–Zlatá Baňa